# Tempesta esvaïda
Tempesta esvaïda és una comèdia lírica en tres actes de Joaquim Serra i Corominas sobre un text de Carme Montoriol i Puig estrenada a Barcelona el 7 de novembre de 1936 al Teatre Nou (Avinguda del Paral·lel) en plena Guerra Civil Espanyola.
L'obra ofereix una visió poètica de la vida marinera. En un poble del litoral català, el retorn d'un mariner que havia estat enamorat d'una noia que ara és casada, commocionarà la vida de la germana petita d'aquesta, que després d'un intent de suïcidi per gelosia, veurà esvair-se la tempesta del seu cor quan el seu amor sigui finalment correspost. Tot i que Joaquim Serra és conegut principalment per la seva producció dins l'àmbit de la cobla, se li reconeix un gran talent per a la instrumentació i l'articulació de línies melòdiques, fet que ja van expressar contemporanis seus com el mestre Eduard Toldrà.

## Representacions i recuperació
Es va estrenar el 7 de novembre de 1936 al Teatre Nou de Barcelona per la companyia d'Alexandre Nolla i Emili Vendrell.
L'obra va tenir un gran èxit de crítica i públic, però no ha estat interpretada de nou d'aleshores ençà. El Teatre Fortuny de Reus va acollir la reestrena històrica de l'obra coincidint amb la commemoració dels 80 anys de l'esclat de la Guerra Civil Espanyola.
Després de la reestrena el mateix equip artístic ha enregistrat l'obra que ha estat publicada en forma de llibre-disc per l'editorial gironina FICTA. Aquest llibre-disc conté un pròleg d'Anna Maria Velaz i Sicart (filóloga figuerenca estudiosa de la vida i obra de Carme Montoriol), el text complet de llibret original de l'autora figuerenca i el CD.
El dia 9 d'octubre de 2016 la Fira Mediterrània de Manresa clausurava la seva dinovena edició amb la recuperació en forma de concert semi-escenificat de l'obra de Joaquim Serra i Carme Montoriol. La funció obtingué una molt bona resposta de públic i crítica.

## Argument[calcitació][4]

### Acte I
Poble i mariners festegen que en Guillem és el nou patró de la barca que li ha regalat el seu amic Antoni (i que ha batejat com a "Clara"). L'Antoni i la Clara en són padrins. Clara canta una cançó. Guillem agraeix a Antoni que en el seu moment intercedís per ell davant els pares de la Rosa, que són els seus oncles. El Patró Martí, pare d'ella, s'anima amb una cançó sobre la mar. Els mariners la coregen. La mare, la Francesca, hi fica cullerada, i anima les dones. La Mercè, germana gran de Clara i primer amor d'Antoni sent com antics sentiments se li desperten, malgrat estigui feliçment casada amb en Joan i tinguin una nena. Antoni flirteja amb Mercè. En un racó la Rosa i la Clara es fan confidències. La Rosa dona per fet que l'Antoni estima la Clara, i que en el fons és recíproc. Clara acaba confessant el seu amor, però encar dubta del d'Antoni. Antoni en un impuls aborda a la Mercè i li declara que els seus sentiments per ella segueixen ben vius, ella s'escandalitza. Es queden tots tres sols, de lluny, se sent la "Cançó de l'emigrant", que emociona l'Antoni. La Mercè està esverada, la seva germana li nota i no la reconeix. La Clara s'anima i busca estar un moment a soles amb l'Antoni. La Mercè es queda sola i es pregunta què li està passant per dins. N'Antoni deixa a Clara sola i retorna cap a la Mercè per insistir en el seu amor per ella, qui intenta refrenar-se malgrat el foc que l'abrusa tota. La Clara els veu i en silenci fuig. Una estona més tard en Guillem retorna amb la Clara inconscient en braços. Se suposa que ha caigut al pou. La Mercè i l'Antoni queden desconsolats.

### Acte II
Sembla que hi ha hagut tempesta. Els mariners preparen les barques a la platja. [En Joan insinua a la seva muller Mercè que la Clara s'ha llençat al pou voluntàriament i donant per suposat que són parella amb l'Antoni, li suggereix que parli amb ell de cunyada a cunyat]. Les noies del poble ja fan safareig sobre l'incident, tot intentant treure informació a la Francesca. El Patró Martí canta les excel·lències de la seva família. Arran de l'ensurt del dia anterior n'Antoni comença a ser conscient dels seus autèntics sentiments per la Clara. Es troba amb la Mercè i tots dos s'adonen que s'estaven equivocant reviscolant antics focs. N'Antoni, avergonyit per tot el que ha provocat, es planteja marxar per sempre. La Mercè li treu del cap i l'anima a parlar amb la Clara. En quedar-se sola, la Mercè prega a la Verge perquè la Clara es recuperi.

### Acte III
Ha arribat el dia de Festa Major al poble. En Guillem i la Rosa ja són marit i muller i tot el poble ho comenta amb alegria. Finalment desperten en Guillem que els dedica una oda amorosa a la seva esposa. En Guillem i l'Antoni rememoren quan la Clara va estar convalescent i va deixar entreveure que estimava l'Antoni. Ell, encara dubtant-ho i avergonyit pel seu comportament, no descarta marxar del poble. Les noies del poble segueixen fent el xafarder amb la Francesca. Apareix la Clara rodejada de pretendents que li demanen un ball. Paral·lelament, n'Antoni és requerit per un estol de noies mentre no treu l'ull de sobre de la Clara, que es fa la interessant. N'Antoni interpreta que ella no el vol i li diu a en Guillem que marxa. La Mercè agafa per banda a la seva germana i li fa entendre que si no li confessa el seu amor a l'Antoni, ell marxarà per sempre. La Clara reacciona i va a dir-li a l'Antoni que l'estima. Ell feliç la correspon. Tot el poble celebra el que ja veien venir de feia temps, aviat hi haurà un nou casori ara que la tempesta d'emocions s'ha esvaït.